# Qie Jia
König Qiě Jiǎ (chinesisch 且甲) (* ? v. Chr.; † 1226 v. Chr.) oder Zu Jia (祖甲), auch bekannt als Di Jia (帝甲) und mit dem persönlichen Namen Zi Zai (子載), herrschte in der Mitte des 12. Jahrhunderts v. Chr. als der 25. oder 26. König der Shang-Dynastie über China. Als dritter dokumentierter Sohn von Wu Ding, dem ersten durch zeitgenössische Aufzeichnungen verifizierten chinesischen Monarchen, erbte er ein umfangreiches Territorium, das sein Vater und Bruder erobert hatten. In seiner Regierungszeit erlebte das Shang-Königreich eine letzte Phase der Stabilität, bevor es in einen unaufhaltsamen Niedergang geriet. 
Zu Jias Herrschaft erstreckte sich über die erste Hälfte des 12. Jahrhunderts v. Chr., und er regierte von Yin, der antiken historischen Hauptstadt der Shang-Dynastie. Er setzte sich für religiöse Reformen und Änderungen in der Thronfolge ein, um bestehende Probleme anzugehen. Seine Regierungszeit fiel mit dem Aufstieg der vor-dynastischen Zhou zusammen, die nach dem Tod von Wu Ding begannen, zunehmend komplexere Beziehungen zum Shang-Hof zu entwickeln.

## Frühes Leben
Es sind nur wenige Details über Zu Jias Jugend bekannt. Er entstammte der königlichen Familie der Shang-Dynastie, die seit dem 16. Jahrhundert v. Chr. das Gelbe Flusstal regierte. Als eines von drei männlichen Kindern Wu Dings, geboren von dessen Hauptgemahlin Fu Jing, hatte er zwei ältere Brüder, Zu Geng und Zu Ji, sowie eine Schwester namens Xiao Chen Tao.
Sein Vater, Wu Ding, zählt zu den herausragendsten Herrschern der Shang-Dynastie. Innerhalb seiner über 59-jährigen Regentschaft, beginnend um 1250 v. Chr., führte er das schwächelnde Reich zu neuer Macht und dehnte seinen Einfluss über das Gelbe Flusstal hinaus bis in die entlegenen Regionen am Yangtze und im heutigen Shaanxi aus. Zu Jis ältester Bruder, Zu Ji, erhielt den Titel "Xiaowang" (小王, "Erwarter König") und wurde als Wu Dings Nachfolger bestimmt. Nach Zu Jis frühem Tod trat Zi Yue, später bekannt als Zu Geng, seine Nachfolge an. Während Zu Gengs Regierungszeit wurde Prinz Zi Zai, also Zu Jia, zum erbenden König.

## Regierungszeit als König
Nach dem Tod seines Bruders bestieg Zu Jia den Thron und führte somit die Tradition der brüderlichen Nachfolge in der Shang-Dynastie fort. Das Xia-Shang-Zhou Chronologieprojekt datiert Zu Jias Regentschaft auf die Jahre 1184 bis 1177 v. Chr. Die Bambusannalen (竹書紀年) legen einen anderen Zeitraum fest, den David Nivison auf die Jahre 1177 bis 1156 v. Chr. eingrenzte. Laut Nivison ist das Jahr seiner Thronbesteigung entscheidend für seinen Regierungsnamen. Nach den Regeln der Shang-Dynastie wurde der Regierungsname des Königs nach dem ersten Tag des Jahres seiner Thronfolge benannt. Das Jahr 1177 v. Chr. begann mit einem Gui-Tag im Sexagenärzyklus. Da der Name Gui aufgrund seiner Übereinstimmung mit dem Namen des Shang-Ahnen Zhu Gui (主癸, Vater von Cheng Tang) tabu war, wählte man den darauf folgenden Tag, Jia, als Regierungsnamen. Das Zeichen Zu wurde hinzugefügt, um den König von anderen Herrschern mit demselben Jia-Namen zu unterscheiden.
Seine Hauptstadt war Yin (殷), deren Gründung traditionell Pan Geng, dem Großonkel von Zu Jia, zugeschrieben wird und die um 1300 v. Chr. entstanden sein soll. Unter Wu Dings Herrschaft erlangte Yin bedeutenden Aufschwung und wurde zum politischen und kulturellen Mittelpunkt des Reichs.
Sein Vater hatte die Oberhoheit der Shang über ein weitläufiges Gebiet konsolidiert und gestärkt. Nach Wu Dings Tod eroberte und vernichtete Zu Geng die letzten Widerstand leistenden Stämme, die noch nicht vollständig unterworfen waren. Zu Jia erbte daher ein starkes Reich mit vielen Vasallenstaaten.
Im zwölften Regierungsjahr führte er Truppen gegen die Rong im Westen, wobei die Kämpfe bis in den Winter andauerten.
Das Geschichtswerk Zhushu Jinian berichtet, dass er in seiner 33-jährigen Regierungszeit einen Feldzug gegen den Klan Xi Rong unternahm. In seinen früheren Regierungsjahren konnte er sich noch um das Leben der einfachen Leuten kümmern, aber in seinen späteren Jahren verschärfte er die komplexen und rigorosen Strafgesetze, wodurch die Shang-Dynastie zerfiel. Seine Hauptstadt war in Yin (殷).
Im dreizehnten Jahr seiner Regentschaft, nachdem sie besiegt wurden, entsandten die Rong aus dem Westen einen Botschafter zu den Shang. Im selben Jahr beauftragte er den Vasallen von Fen (邠), eine Armee in Gan (绀) zu stationieren.
Im vierundzwanzigsten Jahr seiner Herrschaft führte er die von Tang von Shang eingeführten Strafen erneut ein, um Aufstände zu unterdrücken.
Orakelknocheninschriften aus seiner Zeit zeigen, dass er Veränderungen in einigen Aspekten der Shang-Religion vornahm, insbesondere bei den Opferritualen. Jahrzehnte zuvor hatte Wu Ding das Opfersystem reformiert, indem er die Anzahl der Ahnenopfer beschränkte, ein Vorgang, der im Buch der Urkunden (Shangshu) festgehalten ist. Zu Jia kehrte diese Reform entscheidend um, indem er die Zahl der Ahnenopfer erhöhte, während er die Opfer für mythische Geister verringerte. Auch die Orakelknochen aus seiner Regierungszeit zeigen, dass er die Traditionen veränderte. Er versuchte, die Regierung rationaler zu gestalten, indem er die Opfer an mythische Ahnen, Berge und Flüsse abschaffte und die Opfer an historische Figuren wie Wu Ding erhöhte. Zu Jia etablierte dazu ein sorgfältig ausgearbeitetes System von Ritualen, das als Zhou-Rituale bekannt ist. Dieses System umfasste fünf verschiedene Arten von Opfern, die systematisch dargebracht wurden, um die Verehrung aller Vorfahren zu gewährleisten. Diese Opferarten umfassten das Trommelopfer (鼓祭), das Tanzopfer (舞祭), das Fleischopfer (肉祭), das Getreideopfer (谷物祭祀) und das Kombinierte Opfer (综合性祭祀).
Das Geschichtswerk Shiji berichtet weiterhin, dass er lasterhaft und ohne Grenze war. Unter seiner Herrschaft soll die Shang-Dynastie noch einmal zerfallen sein.
Das Geschichtswerk Zhushu Jinian berichtet, dass er sich in seinen früheren Regierungsjahren noch um das Leben der einfachen Leuten kümmern konnte, aber in seinen späteren Jahren verschärfte er die komplexen und rigorosen Strafgesetze, wodurch die Shang-Dynastie zerfiel.

### Änderung der Thronfolgeregelung
Im siebenundzwanzigsten Jahr seiner Regentschaft ernannte Zu Jia seine Zwillingssöhne Zi Xiao (子嚣) und Zi Liang (子良) zu Prinzen.
Die Shang-Dynastie folgte über viele Generationen hinweg der Tradition der brüderlichen Thronfolge. Diese Praxis wurde ursprünglich von den Nachkommen Cheng Tangs eingeführt und an spätere Herrscher weitergegeben. Nivison argumentierte, dass dies geschah, um das Risiko einer externen Einmischung zu minimieren, eine Theorie, die er aus den Bambusannalen ableitete, die eine Beschreibung von Yi Yins Thronusurpation von Tai Jia enthalten. Diese Konvention wurde bis zu Wu Ding fortgesetzt, der sie möglicherweise beibehielt, solange er überlebende Geschwister oder Cousins hatte. Da Wu Ding jedoch aufgrund seiner 59-jährigen Herrschaft alle potenziellen Thronanwärter überlebte, musste er sich auf seine Nachkommen verlassen. Zu Ji verstarb vor seinem Vater, sodass nur Zu Geng und Zu Jia als Nachfolger in Frage kamen. Seit Zu Geng wurde wieder das Senioratsprinzip bei der Thronfolge angewandt, was das Risiko einer brüderlichen Machtübernahme erhöhte. Zu Jia begegnete dieser Herausforderung, indem er seinem ausgewählten Erben direkt einen königlichen Ganzhi-Namen verlieh und so die Stabilität sicherte.
Diese Reformen, obwohl bedeutsam, legten auch die Grundlage für zukünftige Konflikte und Machtkämpfe unter den Söhnen der Shang-Könige. Sie markierten eine Zeit des Wandels und der Unsicherheit in der späten Shang-Dynastie, als die politische Landschaft komplexer wurde und die Herausforderungen für die Thronfolge zunahmen.
In Sima Qians "Aufzeichnungen des Großen Historikers" wird berichtet, dass Zu Jias Nachfolger sein Sohn Lin Xin war. Laut den Bambusannalen jedoch starb Lin Xin vor seinem Vater und wurde daher nicht König. Stattdessen trat Zi Xiao, dem der Titel "Geng Ding" verliehen wurde, die Nachfolge an, welcher später als sein Regierungsname diente.

## Familie
Die Shang-Dynastie wurde erst ab Wu Ding dokumentarisch bestätigt. Die zu dieser Zeit bereits hoch entwickelte Zivilisation deutet jedoch darauf hin, dass es tatsächlich Könige vor Wu gab. Die untenstehende Liste präsentiert Zu Jias Familie über fünf Generationen.
Großvater: 
- Xiao Yi. 20. Shang-König.

Großonkel:
- Yang Jia, 17. Shang-König.
- Pan Geng, 18. Shang-König. Traditionell als Gründer der Shang-Hauptstadt Yin angesehen.
- Xiao Xin, 19. Shang-König. Seine Regierungszeit war geprägt von Niedergang und Verlust der Dominanz des Königreichs.

Vater: 
- Wu Ding, soll den Thron am 4. Januar 1250 v. Chr. oder 1247 v. Chr. bestiegen haben. Er war ein ausgezeichneter Monarch, der die Shang wiederherstellte und ihren verlorenen Ruhm zurückbrachte.

Mutter: 
- Fu Jing, eine der drei Hauptfrauen von Wu Ding. Sie fungierte als Priesterin und Generalin am Hof von Wu Ding. Ihre Position war ähnlich der von Fu Hao.

Geschwister:
- Zu Geng, 22. Shang-König. Zu Ji, ursprünglich als "Erwarter König" betitelt, starb jedoch früh.
- Xiao Chen Tao, eine Prinzessin, die von ihrem Vater Wu Ding Autorität und persönliche Ländereien erhielt.

Kinder:
- Lin Xin, 24. Shang-König, dessen Regierungszeit von den Bambusannalen nicht bestätigt wird.
- Geng Ding, 25. Shang-König.

Enkel: 
- Wu Yi, 26. Shang-König.

## Tod
Das Xia-Shang-Zhou Chronologieprojekt verzeichnet Zu Jias Tod im Jahr 1177 v. Chr., einige Jahre nach seiner Thronübernahme. Die Auswertung der Bambusannalen ergibt hingegen das Jahr 1156 v. Chr. als Todesjahr. Nach seinem Ableben wurde ihm ein königliches Begräbnis zuteil, das von seinem direkten Nachfolger (entweder Lin Xin oder Geng Ding) organisiert wurde. Er wurde im königlichen Friedhof der Shang-Dynastie in Xibeigang beigesetzt.
Ähnlich wie sein Bruder Zu Geng gehörte Zu Jia zu den ersten Shang-Herrschern, die in der westlichen Zone des Friedhofs bestattet wurden. Dieser Abschnitt wurde von Wu Ding ins Leben gerufen, um seine Nachkommen von seinen Ahnen zu trennen. Zu Jia fand seine letzte Ruhestätte im Grab 1003, nahe dem Grab seines Bruders (1004). Sein Grab bildete zusammen mit denen von Zu Ji und Zu Geng eine Gruppe und war so angeordnet, dass er seinen Vorfahren Ehre erweisen konnte.